# Sainte-Pazanne
Sainte-Pazanne è un comune francese di 5 347 abitanti situato nel dipartimento della Loira Atlantica nella regione dei Paesi della Loira.

## Società

### Evoluzione demografica
Abitanti censiti